# جان درک
جان دِرِک (انگلیسی: John Derek; ۱۲ اوت ۱۹۲۶ – ۲۲ مهٔ ۱۹۹۸) یک هنرپیشه، سینما، کارگردان، و عکاس اهل ایالات متحده آمریکا بود. وی بین سال‌های ۱۹۴۳ تا ۱۹۹۰ میلادی فعالیت می‌کرد.

## فیلمشناسی
از فیلم‌ها یا برنامه‌های تلویزیونی که وی در آن نقش داشته‌است می‌توان به آثار زیر اشاره کرد.
- ده فرمان
- تمام مردان شاه
- زندگی دوم
- عمر خیام
- خروج
- سرگذشت حاجی بابا